# Eleutherodactylus varians
Espèce
Synonymes
- Hylodes varians Gundlach & Peters, 1864

Statut de conservation UICN

 VU B1ab(iii) : Vulnérable
Eleutherodactylus varians est une espèce d'amphibiens de la famille des Eleutherodactylidae.

## Répartition
Cette espèce est endémique de Cuba. Elle se rencontre dans les provinces de Camagüey, de Sancti Spíritus, de Villa Clara, de Cienfuegos, de Matanzas, de Mayabeque, d'Artemisa, de Pinar del Río et de l'île de la Jeunesse du niveau de la mer jusqu'à 845 m d'altitude.

## Publication originale
- Peters, 1864 : Berichtete über einige neue Säugethiere (Mormops, Macotus, Vesperus, Molossus, Capromys), Amphibien (Platydactylus, Otocryptis, Euprepes, Ungalia, Dromicus, Tropidonotus, Xenodon, Hylodes) und Fische (Sillago, Sebastes, Channa, Myctophum, Carassius, Barbus, Capoeta, Poecilia, Saurenchelys, Leptocephalus). Monatsberichte der Königlichen Preussischen Akademie der Wissenschaften zu Berlin, vol. 1864, p. 381-399 (texte intégral).